# Tokimeki Tonight
Tokimeki Tonight (яп. ときめきトゥナイト, Tokimeki Tunaito, укр. Прискорене серцебиття) — японська серія манґи, написана та проілюстрована Коєю Ікено. Вона виходила в манґа-журналі «Ribon» видавництва Shueisha з липня 1982 року по жовтень 1994 року і мала величезний комерційний успіх. Загальний тираж манґи склав 30 мільйонів примірників, що зробило її однією з найбільш продаваних серій манґи. За мотивами манґи було зроблено аніме-серіал, який транслювався на Nippon TV з 7 жовтня 1982 року по 22 вересня 1983 року.

## Сюжет
15-річна Рандзе Ето живе в ізольованому замку в Японії зі своєю матір'ю-вовкулакою, батьком-вампіром і молодшим братом Ріндзе. Незважаючи на свій родовід, вона досі не демонструє жодних особливих здібностей, та її батьки хвилюються, що вона може бути звичайною дівчиною. Одного дня вроджена сила Рандзе нарешті проявляється, коли вона абсолютно випадково виявляє, що може перетворюватися на копію будь-якого предмета, який вкусить, будь то людина чи неживий предмет, наприклад, шматок хліба, і може повернутися до свого нормального стану, лише чхнувши. Її батьки дуже радіють, але нові здібності Рандзе заважають їй продовжувати жити звичайним життям дівчинки-підлітка.
У перший день у новій школі Рандзе зустрічає і закохується в зухвалого, але вродливого молодого спортсмена Сюна Макабе. Головна проблема полягає в тому, що батьки Рандзе не дозволяють їй зустрічатися з людиною — хоча в Сюні може бути набагато більше, ніж здається на перший погляд. До того ж, у неї є запекла суперниця — вродлива, але злісна Йоко Камія (донька боса якудзи), якій також подобається Сюн, і вона не в захваті від того, що Рандзе вторгається на її територію.

## Персонажі

### Сім'я Ето
Рандзе Ето (яп. 江藤蘭世)
Головна героїня, 15-річна дівчинка Рандзе, спочатку не показувала жодних надприродних здібностей, аж поки не вкусила Йоко Камію і не виявила, що володіє вампірськими здібностями, які дозволяють їй перетворюватися на того, кого вона вкусить певним чином.
Ріндзе Ето (яп. 江藤鈴世)
5-річний молодший брат Рандзе, який, здається, не має жодних надприродних здібностей, але він єдиний, хто може сказати, хто така Рандзе, коли вона перетворюється.
Морі Ето (яп. 江藤望里)
Батько Рандзе, вампір.
Сіїра Ето (яп. 江藤椎羅)
Мати Рандзе, вовкулака. Вона забороняє Рандзе зустрічатися з людськими хлопцями.
Пек (яп. ペック)
Папуга, який вміє говорити, народжений у Світі Духів. Домашня тварина родини Ето.

## Медіа

### Манґа
В оригінальному випуску серії манґи в Японії є 30 томів. До 2006 року було продано 26 мільйонів примірників, що зробило Tokimeki Tonight однією з найбільш продаваних манґ сьодзьо.

#### Tokimeki Midnight
У 2002 році вийшла друга серія манґи під назвою Tokimeki Midnight, також авторства Кої Ікено, розпочався в журналі Cookie видавництва Shueisha. Манґа — це альтернативний переказ, де ролі змінені місцями. У 2009 році серію було завершено дев'ятьма томами.

#### Tokimeki Tonight: Sore kara
26 травня 2021 року вийшло продовження Tokimeki Tonight: Sore kara, дія якого розгортається після третьої арки, де Рандзе та донька Макабе Айра рятують світ від кризи, і зосереджується на головній героїні Рандзе, якій вже за 40. Манґа почала випускатися в журналі Cookie, починаючи з номеру липня 2021 року.

### Аніме
34-серійна аніме-адаптація, продюсована Group TAC і Toho, транслювалася в Японії з 7 жовтня 1982 року по 22 вересня 1983 року на Nippon TV. Відтоді як Group TAC закрилася як студія, Toho є єдиним власником прав на серіал.
Оскільки аніме-серіал закінчився за багато років до кінця манґи, співробітникам довелося вигадувати власну кінцівку. У фінальній серії з'ясовується, що Сюн має родиму пляму у формі зірки, яка доводить, що він є давно втраченим принцом світу демонів. Однак Сюн заперечує це, кажучи, що насправді це синець, а не родима пляма. Двері до Світу Демонів запечатані, а сім'я Ето вигнана, доки не знайде загубленого принца. Трохи згодом мати Сюна виявляє, що зіркоподібна мітка насправді є родимою плямою. Наступного ранку Сюн намагається розповісти Рандзе правду, але його перебиває Йоко.

## Сприйняття
У 2021 році тираж манґи склав 30 мільйонів копій.
На Anime News Network Джастін Севакіс сказав, що аніме — це «комедія тридцятирічної давності, яка все ще смішна, з обстановкою, яка все ще правдоподібна та цікава, і анімацією, яка все ще придатна для перегляду».